# تاريخ أوراسيا
تاريخ أوراسيا هو التاريخ الجماعي لمنطقة قارية بها العديد من المناطق الساحلية المحيطية المتميزة: الشرق الأوسط وجنوب آسيا وشرق آسيا وجنوب شرق آسيا وأوروبا الغربية، مرتبطة بالكتلة الداخلية لسهوب أوراسيا في آسيا الوسطى وشرق أوروبا. ربما بدءًا من تجارة طريق السهوب، طريق الحرير المبكر، تسعى النظرة الأوروبية الآسيوية للتاريخ إلى إقامة روابط وراثية وثقافية ولغوية بين الثقافات الأوروبية الآسيوية في العصور القديمة. يكمن الكثير من الاهتمام في هذا المجال في الأصل المفترض للمتحدثين باللغة البدائية الهندية الأوروبية وحرب العربات في وسط أوراسيا.